# Bischwihr
 Bischwihr  là một xã thuộc tỉnh Haut-Rhin trong vùng Grand Est, đồng bắc Pháp. Xã này có diện tích 3,23 km², dân số năm 1999 là 935 người. Khu vực này có độ cao trung bình 134 mét trên mực nước biển.